# Роггенсторф
Роггенсторф (нім. Roggenstorf) — громада в Німеччині, розташована в землі Мекленбург-Передня Померанія. Входить до складу району Північно-Західний Мекленбург. Складова частина об'єднання громад Грефесмюлен-Ланд.
Площа — 19,88 км2. Населення становить 445 ос. (станом на 31 грудня 2020).

## Галерея

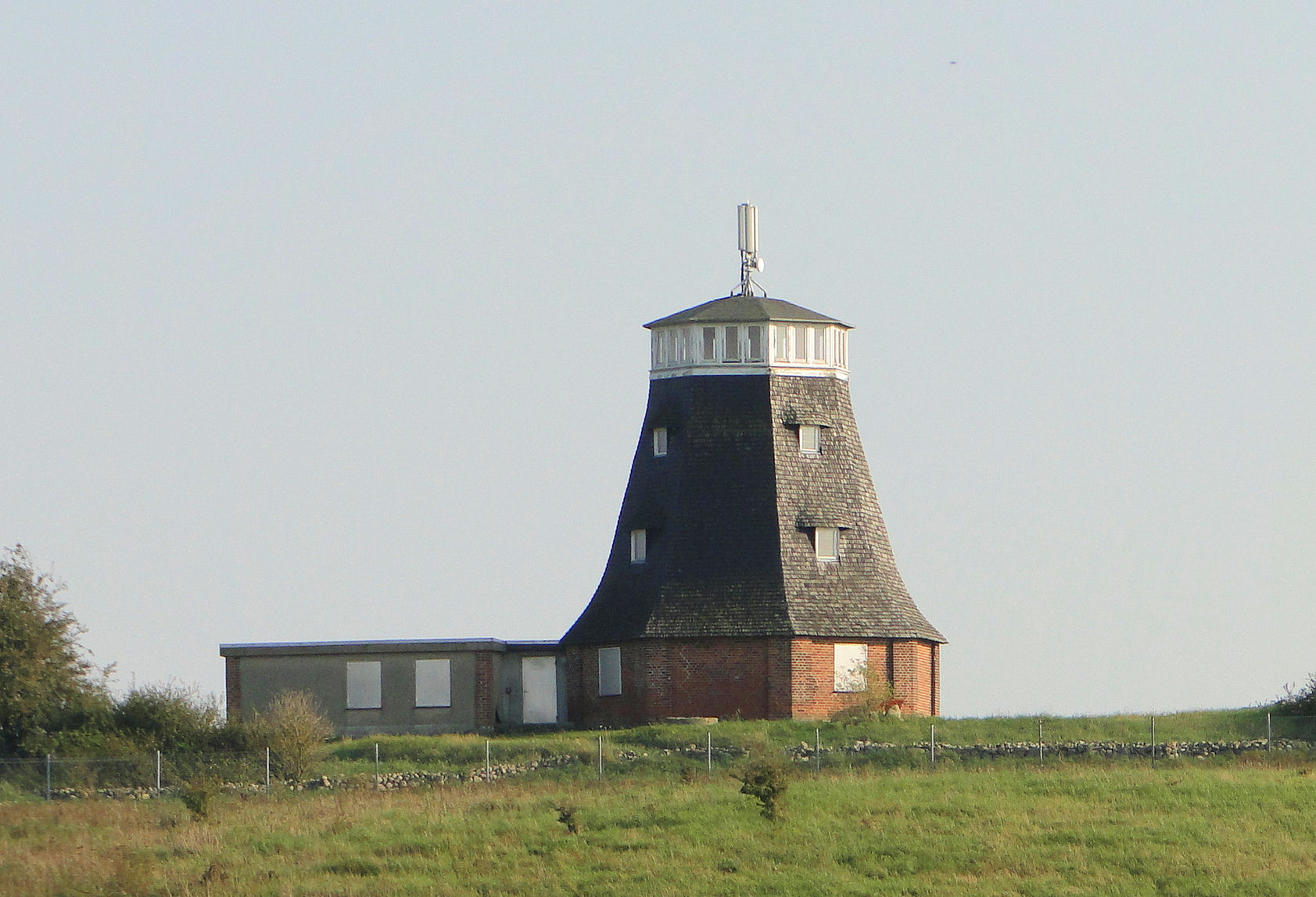
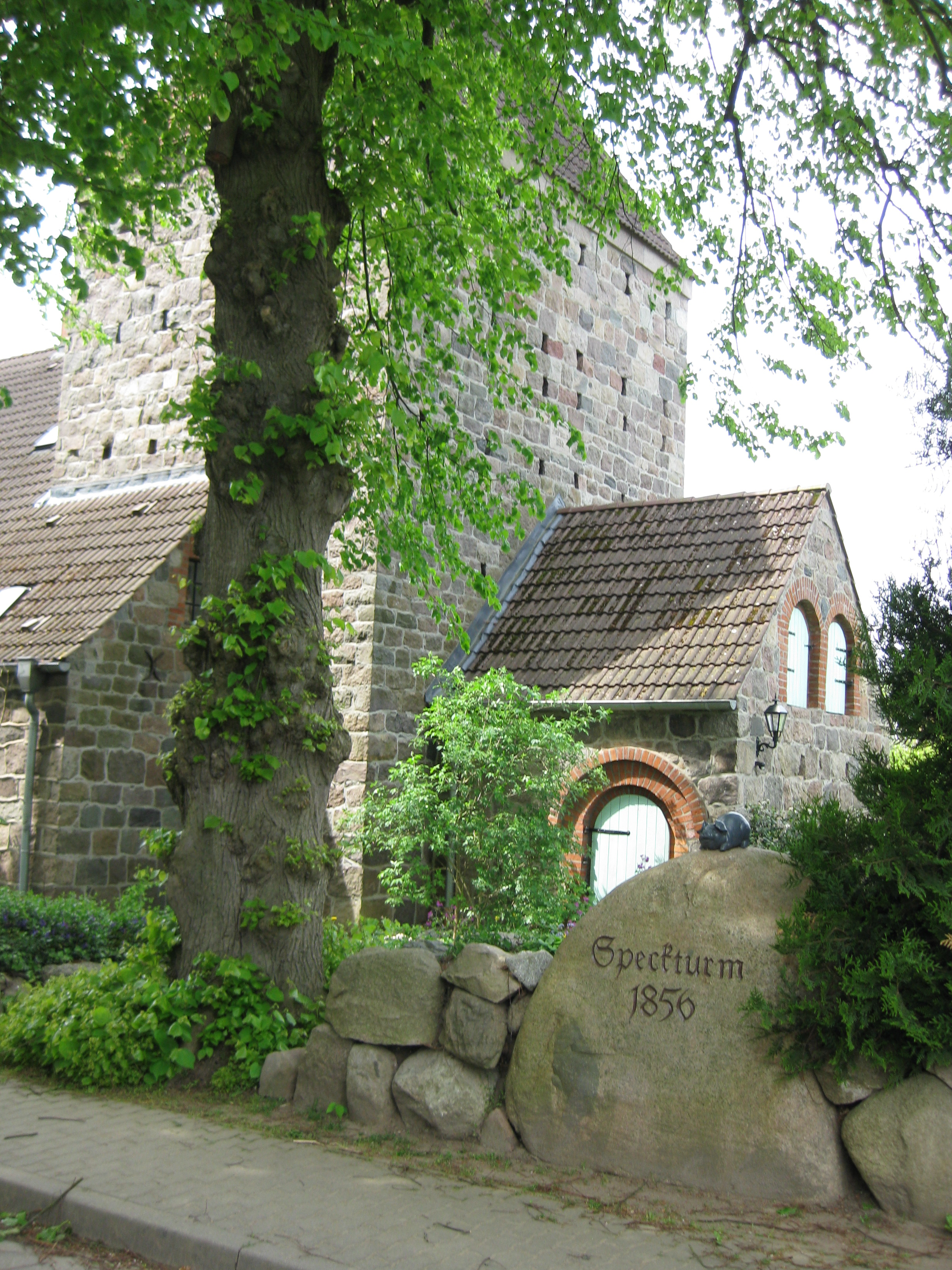